# ما سه نفر (فیلم)
ما سه نفر (انگلیسی: Three of Us) فیلم هندی درام هندی-زبان است که در سال ۲۰۲۳ اکران گردید و کارگردانی آن را آویناش ارون بر عهده داشت که خود او نیز جزو یکی از نویسندگان بود. بازیگران اصلی شفالی شاه در نقش شیلاجا دسای، فردی که دارای زوال عقل است، به همراه سواناند کیرکیره که نقش شوهر او را بازی می‌کند، می‌باشند.
فیلم ما سه نفر برای اولین مرتبه در روز ۲۴ نوامبر ۲۰۲۲ در جشنواره بین‌المللی فیلم هند به نمایش درآمد. این فیلم حدود یکسال بعد در روز ۳ نوامبر ۲۰۲۳ در سینماهای هند اکران شد.